# Anreizsystem
Anreizsysteme (englisch incentive systems) bezeichnen die Gesamtheit der einem Individuum gewährten materiellen und immateriellen Anreize, die für den Empfänger einen subjektiven Wert (Anreizwert, Befriedigungswert, Valenz, Nutzen) besitzen.

## Ziele
Charakteristika von betrieblichen Anreizsystemen sind unter anderem die bewusste Gestaltung und ihr Zielcharakter. Mit Anreizsystemen werden im betrieblichen Kontext im Wesentlichen drei parallele Ziele verfolgt: Verhaltenssteuerung, Motivation und Risikotransfer. Zwischen den Zielen der Organisation und des Individuums bzw. des Teams soll durch den bewussten Einsatz von Anreizen eine Übereinstimmung erzielt werden. Für die Bewertung des Anreizes durch den Mitarbeiter ist nicht nur der materielle Wert des Anreizes, sondern auch der Erlebniswert relevant.

## Grundlagen
Die verhaltenswissenschaftliche Grundlage von Anreizsystemen ist in der Organisations- und Motivationspsychologie sowie in der Anreiz-Beitrags-Theorie zu sehen. Aus ökonomischer Sicht lassen sich Anreizsysteme auf die Prinzipal-Agent-Theorie zurückführen. Aus der Gain-Sharing-Perspektive (auch als Win-Win-Systematik bekannt) liegt Anreizsystemen die Auffassung zugrunde, dass Organisationsmitglieder an dem von ihnen erwirtschafteten Erfolgen partizipieren sollen.
Ein Beispiel für Anreizsysteme ist die ergebnisorientierte Vergütung. Dies bezeichnet die Ausrichtung der Höhe der Vergütung an einem Ergebnis, wobei das operative Unternehmensergebnis ebenso gemeint sein kann wie ein individuelles Arbeitsergebnis oder das eines Teams. Für das Erreichen vorab festgesetzter quantitativer und qualitativer Ergebnisziele wird ein entsprechender Anreiz gesetzt. Bei Erfüllung oder Übererfüllung der Zielsetzung wird ein Bonus ausgezahlt. Eine Malus-Regelung bei Zielunterschreitung ist möglich, sofern dieser keine anderslautenden gesetzlichen Regelungen entgegenstehen.
Methodische und organisatorische Aufbauarbeiten sind für die Einführung und Administrierung eines Anreizsystems durch das Personalmanagement sowie für die Umsetzung durch die Führungskräfte zwingend erforderlich.

## Kritik
Ein wesentlicher Kritikpunkt an dieser Sichtweise ist die Annahme, dass sich das Individuum prinzipiell opportunistisch verhält und nur durch Anreize und Sanktionen zu einem Verhalten im Sinne der Organisation bewegt werden kann.